# San Jose Sharks
Els San Jose Sharks (Taurons de San José en català) són un equip professional d'hoquei sobre gel de la ciutat de San José (Califòrnia). Juguen a la National Hockey League a la Divisió Pacífic de la Conferència Oest. Actualment l'equip té la seu a l'HP Pavilion de 18.000 espectadors. Els Sharks juguen amb jersei verd marí i pantalons negres, i a fora amb jersei blanc i pantalons negres. També té el taronja entre els seus colors. El tauró és la seva mascota oficial.

## Història

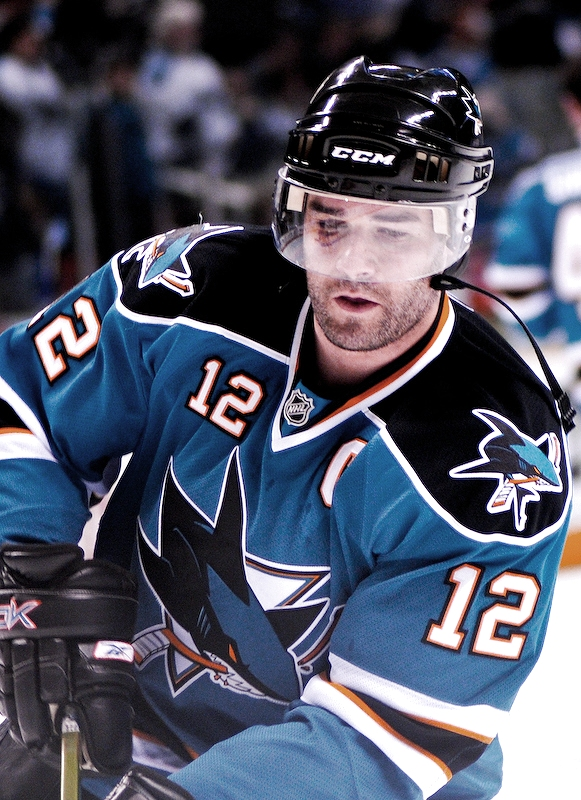
Equipació dels Sharks.

L'equip va ser fundat el 1991 per una expansió de la lliga, però la seva zona ja va tenir un equip, els California Golden Seals, que van jugar des del 1967 fins al 1976, any en què es van traslladar a Cleveland per fusionar-se el 1978 amb els Minnesota North Stars. L'equip actual va aconseguir guanyar el campionat de divisió el 2002, el 2004, el 2007 i el 2009. El 2009 també va guanyar el Trofeu dels Presidents al millor equip de la lliga regular.

## Palmarès

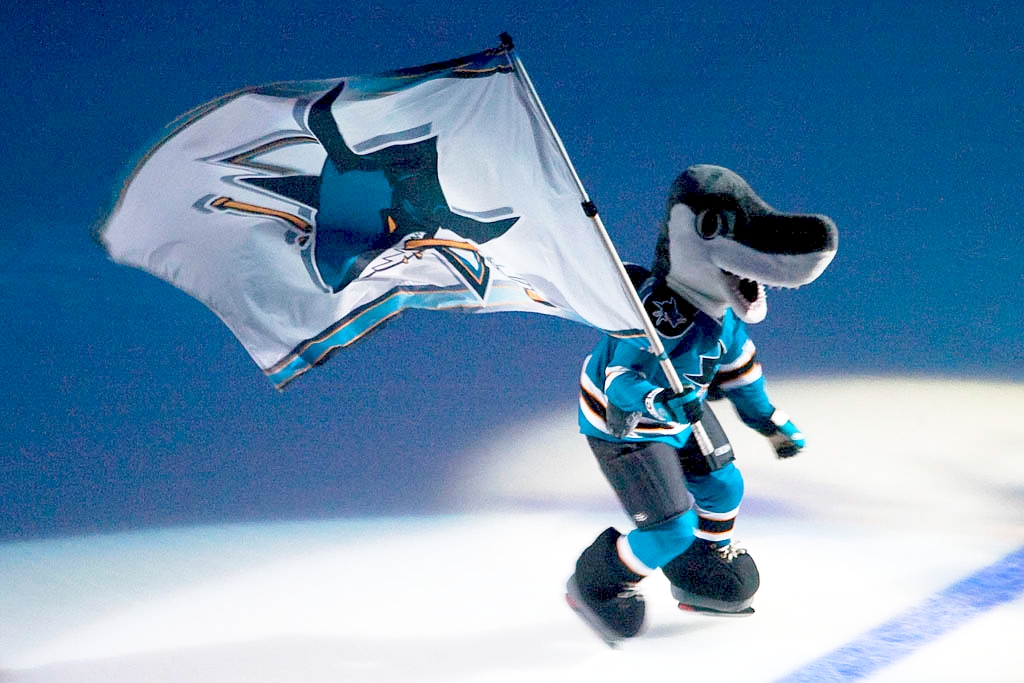
Bandera i mascota dels Sharks.

- Trofeu dels Presidents (temporada 2008-09).
- Campionats de Divisió (4): 2001–02, 2003–04, 2007–08, 2008-09